# Guarambaré
Guarambaré ist eine Stadt und Distrikt im Departamento Central in Paraguay, 25 km von Asunción entfernt. Das Stadtgebiet hat 19.100 Einwohner, der Distrikt etwa 36.000.

## Geschichte
Der Ort wurde zweimal gegründet, im Jahr 1538 als Indio-Reduktion mit 368 Einwohnern durch den spanischen Eroberer Domingo Martínez de Irala, und erneut 1682 unter der Führung von Juan Diez de Andino. Nach Asunción (Gründungsjahr 1537) gehört Guarambaré zu den ältesten Ortsgründungen in Paraguay. Der Ort wurde nach einem Kazike benannt.

## Wirtschaft
Die Wirtschaft des Distrikts wird durch zwei Zuckerfabriken geprägt, die 1928 von einer italienischen Familie gegründete La Felsina und die im gleichen Jahr gegründete Azucarera Guarambaré S.A.

## Kultur
In Guarambaré wurde 1894 der in Paraguay sehr populäre Dichter und Musiker Emiliano R. Fernández geboren. Er begann als Soldat Gedichte zu schreiben, nachdem ein deutscher Offizier ihm beigebracht hatte, wie man die Wörter reimt. Er verfasste viele seiner Gedichte auf Yopará, einer Mischung aus Guaraní und Spanisch.

### Festival del Takuare’ê
Jedes Jahr Ende Oktober findet in der Stadt ein internationaler Tanz- und Gesangswettbewerb statt, der sich über vier Tage erstreckt. Neben den Kandidaten treten auch eingeladene Künstler auf. Es wurde 1977 von einer Gruppe junger Bohémiens aus Guarambaré ins Leben gerufen, um der Kunst des Landes einen Raum zur Entfaltung zu schaffen. Takuare’ê bedeutet auf Guaraní „süßes Rohr“.

### Vito de dinero
Am 8. September, dem Tag der Schutzpatronin der Stadt, spielt sich um 12 Uhr ein besonderes Ereignis auf dem Kirchplatz ab – das Vito de dinero. Bei diesem Ritual fällt vom Kirchturm ein Geldregen aus Banknoten auf die versammelte Menschenmenge, vor allem Kinder, die sich vor dem Kirchenfenster drängen. Dabei kleiden sich die älteren Frauen in Folkloretrachten und tanzen zur Musik einer Band, andere verteilen Chipa an die Anwesenden. Diese Tradition entstand vor über 100 Jahren, um der Jungfrau Maria zu danken.

## Bildung
In Guarambaré gibt es mehrere Universitäten:
- Universidad Católica Nuestra Señora de la Asunción (UCA)
- Universidad Politécnica y Artística del Paraguay (UPAP)
- Universidad Técnica de Comercialización y Desarrollo (UTCD)
- Universidad Privada del Guairá (UPG)

## Persönlichkeiten
- Leongino Unzain (1925–1990), Fußballspieler